# Jones (unité)
Pour les articles homonymes, voir Jones.
Le jones, ainsi nommé en l'honneur du physicien américain Robert Clark Jones, est une unité de détectivité spécifique (l'inverse de la puissance équivalente de bruit, normalisée à la surface et à la bande passante), utilisée en radiométrie :
1 jones = 1 cm Hz1/2 W−1 = 0,01 m Hz1/2 W−1.